# Emil Johannes Meyer
Emil Johannes Meyer (* 30. Juli 1885 in Frickenfelden; † 31. Oktober 1949 in Pappenheim) war ein deutscher Verleger und unter seinem Pseudonym Ernst Martin Autor bekannter Schriften über historische Rechen- und Schreibmaschinen in mehreren Bänden.

## Leben

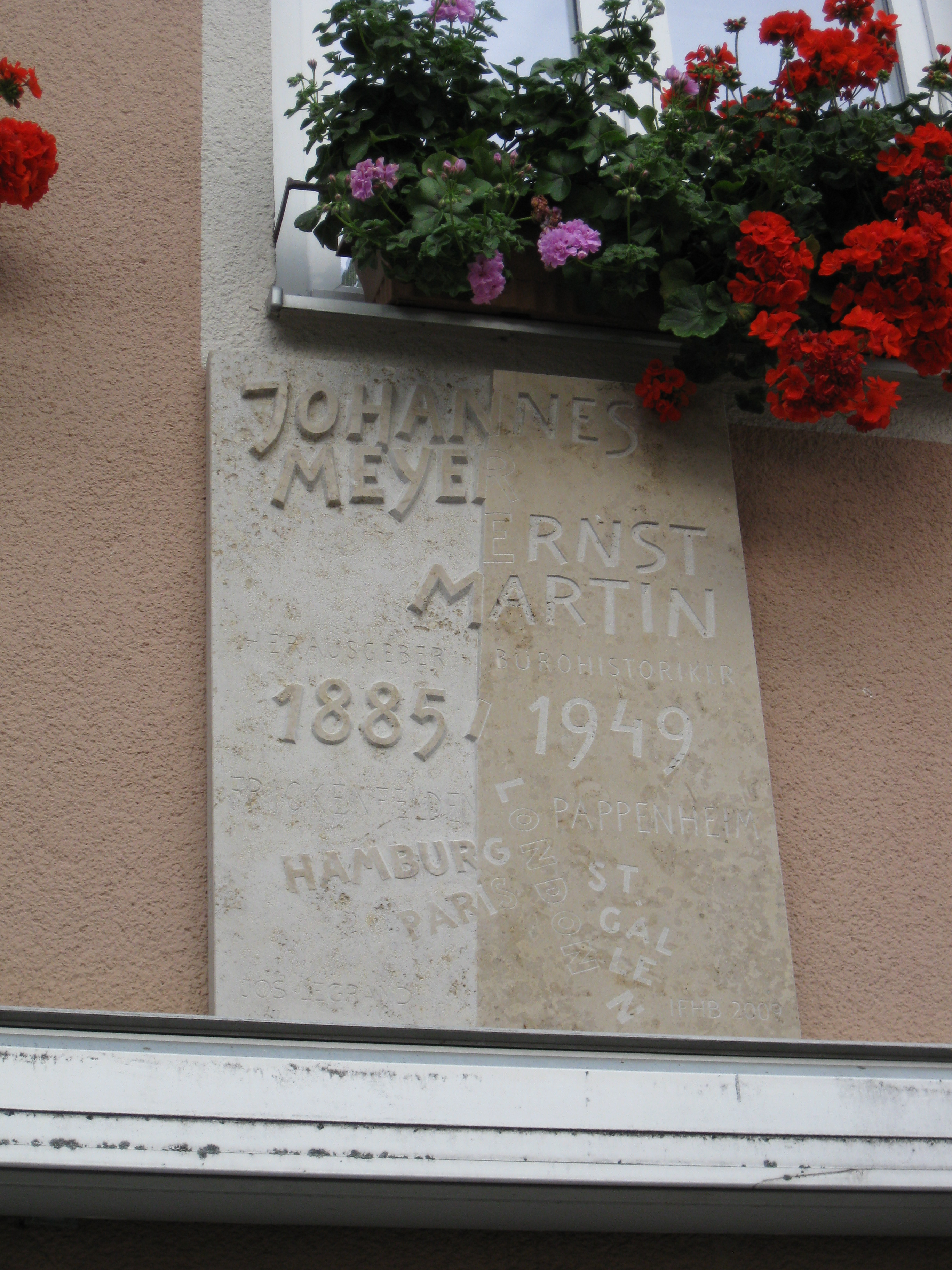
Gedenktafel für Meyer alias Ernst Martin am Haus der Druckerei in Pappenheim

Emil Johannes Meyer wurde 1885 in Frickenfelden, einem heutigen Ortsteil von Gunzenhausen im mittelfränkischen Landkreis Weißenburg-Gunzenhausen, geboren. Meyer, der eine dreijährige Ausbildung zum Büroangestellten absolviert hatte, arbeitete zunächst in Paris und London als Handelskorrespondent.
Nach dem Ersten Weltkrieg lebte er in St. Gallen, wo er 1921 seine Erstveröffentlichung über Schreibmaschinen fertigstellte.
Von 1922 bis zu seinem Tod 1949 wirkte er als Autor und Verleger in Pappenheim.

## Ehrungen
Am 3. Oktober 2009 enthüllte das Internationale Forum Historische Bürowelt anlässlich des 60. Todestages von Johannes Meyer am Haus der Druckerei in Pappenheim eine Gedenktafel.

## Veröffentlichungen
- Die Schreibmaschine und ihre Entwicklungsgeschichte, 1921.
  - Die Schreibmaschine und ihre Entwicklungsgeschichte. 1. und 2. Teil in einem Band, gebundene Ausgabe, 1934.
  - Altersbestimmung von Remington Schreibmaschinen. Auszug im Format DIN A5 mit 79 Seiten als Kopie: „Fabriknummernverzeichnis“, Daten zur Altersbestimmung von Schreibmaschinen 4. und 5., Beilage zu: Die Schreibmaschine und ihre Entwicklungsgeschichte. 1941 Johannes Meyer Verlag, Pappenheim.
  - Die Schreibmaschine und ihre Entwicklungsgeschichte. Pappbilderbuch, Verlag: J. Meyer, 1949 (591 Seiten, Auflage: Als Ms. gedr.).
  - Die Schreibmaschine und ihre Entwicklungsgeschichte. Dingwerth, 2003, ISBN 978-3-921913-15-4.
- Die Rechenmaschine und ihre Entwicklungsgeschichte, 1925.[2]